# 클라우디우스 왕
클라우디우스 왕 ( King Claudius ) 은 윌리엄 셰익스피어의 비극 《햄릿》에 등장하는 가공인물중 하나로 주요 반동인물에 해당한다.  그는 햄릿 왕의 형제로 게르트루드의 2번째 남편이고 햄릿 왕자의 삼촌이며 나중에 의붓아버지가 된다.  그는 덴마크에서 그의 형을 독약으로 죽이고 왕위를 찬탈한 뒤, 죽은 왕의 아내와 결혼을 한다.  실제로 덴마크에서 동일한 이름을 가진 왕은 없다. 
클라우디우스란 이름은 로마 황제인 클라우디우스에서 온 것이다.  이 황제는 셰익스피어가 활동하던 시기에 악한 통치자의 전형으로 인식되었다.  역사속인 인물인 그가 근친상간하여 결혼을 한 그녀가 그녀의 아들인 네로에 의해 살해 당한 것은 햄릿의 내용에 고스란히 담겨 있다.   

## 주요 대사

### 오 내 죄가 역겹도다, 그 냄새가 하늘을 찌른다.
클라우디우스라는 인물은 복잡한 개인의 성정을 다룬다.  주요 악당임과 동시에 자신을 인식하고 슬퍼하는 악당을 묘사한다.  이것은 맥베스 (등장인물)와 같다. ( 에이브러햄 링컨은 이 독백이 "사느냐 죽느냐 그것이 문제로다" 보다 더 위대하다라고 평가하였다. ) 클라우디스가 형인 햄릿 왕을 살해한 것은 카인과 아벨의 이야기를 연상시킨다. 여기서 아벨을 살해한 것이 "가장 큰 저주"가 되었다.  

## 클라우디스를 모델로 한 인물들
- C. S. 루이스의 나니아 연대기에서 카스피안 왕에 나오는 미라즈
- 텔레비젼 시리즈인 < 무정부주의의 아들들 > 에 나오는 클레이 모로우
- 디즈니 《라이온 킹》 에 나오는 악당 '스카'